# Вземане на решения
Вземането на решения в психологията е когнитивният процес, в резултат на който измежду няколко алтернативи се избира определен възглед или курс на действие. Всеки процес по вземане на решение произвежда краен избор, който може или не да провокира действие. Вземането на решения е процесът по идентифициране и избор на алтернативи на базата на ценностите, предпочитанията и убежденията на вземащия решението. Процесът може да се разглежда като дейност за решаване на задачи, която приключва с решение, разглеждано като оптимално, или поне задоволително, и следователно това е процес, който е повече или по-малко рационален или ирационален и може да се основава на изрични или подразбиращи се знания и убеждения.
Човешкото поведение при вземането на решения е обект на активно изследване в няколко аспекта:
- Психологически: изследване на индивидуалните решения в контекста на набора от нужди, предпочитания и ценности, които индивидът има или търси.
- Когнитивен: процесът по вземане на решения се разглежда като продължителен процес, интегриран с взаимодействието със средата.
- Нормативен: анализът на индивидуалните решения се разглежда през логиката на процеса по вземане на решения и инвариантните избори, до които тя води.[1]

Съществена част от процеса по вземане на решение включва анализа на крайно множество от алтернативи, описани в термините на критерии за оценяване на тези алтернативи. Тогава задачата може да се формулира като подреждане на тези алтернативи по отношение колко привлекателни са за вземащия решението, когато всички критерии се разглеждат едновременно. Друга задача може да е да се открие най-добрата алтернатива или да се определи относителният приоритет на всяка от алтернативите, когато всички критерии се разглеждат едновременно (например проекти, конкуриращи се за определено финансиране). Решаването на такъв тип задачи е в центъра на т.нар. многокритериално вземане на решения (multiple-criteria decision analysis, MCDA). Тази подобласт на вземането на решения, макар и стара, продължава да привлича интереса на много изследователи-теоретици и практици и е обект на разгорещени дебати, тъй като съществуват много методи за многокритериално вземане на решения, които, приложени над идентични входни данни, предлагат твърде различни резултати.
Логичното вземане на решения е важна част от всички научно-базирани професии, в които специалистите прилагат познанието си за дадена област, за да вземат информирани решения. Например медицинското вземане на решения включва поставяне на диагноза и избор на подходящо лечение. Но изследванията показват, че когато се налага да вземат в реални условия, характеризиращи се с ограничено време за вземане на решението, по-високи залози и повече неизвестни, специалистите могат да използват интуицията си вместо структурирани подходи и да предлагат курс на действие на база на опита си, без да претеглят алтернативите (т.нар. recognition primed decision).